# Obrium castaneomarginatum
Obrium castaneomarginatum är en skalbaggsart som beskrevs av Hayashi 1977. Obrium castaneomarginatum ingår i släktet Obrium och familjen långhorningar. Inga underarter finns listade i Catalogue of Life.